# 天王崎町
天王崎町（てんのうざきちょう）は、愛知県名古屋市中区の地名。堀川部分に一部が残る。

## 歴史

### 町名の由来
当地にある天王社に由来し、その周辺に天王崎の通称があったことによる。

### 沿革
- 1871年（明治4年）9月29日 - 天王町となる[5]。
- 1878年（明治11年）12月20日 - 名古屋区天王崎町と改称[5][3]。
- 1889年（明治22年）10月1日 - 名古屋市成立に伴い、同市天王崎町となる[3]。
- 1908年（明治41年）4月1日 - 中区および西区成立に伴い、中区および西区天王崎町となる[5]。
- 1936年（昭和11年）1月1日 - 一部が広小路通に編入される[5]。
- 1944年（昭和19年）2月11日 - 栄区成立に伴い、栄区天王崎町となる[5]。
- 1945年（昭和20年）11月3日 - 栄区廃止に伴い、中区天王崎町となる[5]。
- 1966年（昭和41年）3月30日 - 住居表示実施に伴い、一部が栄一丁目に編入される[5]。
- 1969年（昭和44年）10月21日 - 住居表示実施に伴い、大部分が大須一丁目に編入される[5]。